# Bors (keresztnév)
A Bors magyar eredetű férfinév, jelentése: bors. Női párja: Borsika.

## Képzett nevek
- Bars:[1] a név alakváltozata[3]
- Borsa:[1] a név származéka[2]

## Gyakorisága
Az 1990-es években a Bors, Bars, Borsa szórványosan fordultak elő, a 2000-es években nem szerepelnek a 100 leggyakoribb férfinév között.

## Névnapok
- Bors, Borsa: január 12.,[2] március 11.[2]
- Bars: január 30.,[3] július 28.[2]

## Híres Borsok, Barsok, Borsák
- Borsa Kopasz
- Domonkos bán fia, Bors, IV. Béla uralkodásának elején Borsod vármegye főispánja volt.
- A leghíresebb Bors pedig Árpád egyik vezére volt, akiről Borsod vármegye is kapta a nevét, mivel Árpád a mai Borsod vármegye területének, helytartójává és oltalmazójává választotta Borsot.
- "A bal szárnyon Bors vezér szállja meg a Mátra- s a Bükk vidékét. Ő vigyáz a kapura"